# Бібліотека імені Івана Котляревського
Бібліотека імені Івана Котляревського Шевченківського району м. Києва.

## Адреса
04060 м. Київ вул. Максима Берлинського, 4.

## Опис
Площа приміщення бібліотеки — 450 м², книжковий фонд — 60,8 тис. примірників. Щорічно обслуговує 6,9 тис. користувачів, кількість відвідувань за рік — 35,0 тис., книговидач — 120,0 тис. примірників.
Структура бібліотеки: абонемент, читальний зал, дитячий відділ.

## Історія
Заснована у 1951 році по вулиці Вавилових, 18. До нового приміщення переїхала у 1967 році. У бібліотеці організовано меморіальний куточок видатного українського письменника, новатора української літературної мови Івана Котляревського, де зібрані його твори, фотографії та матеріали з архіву.
1991 року до її фондів влились фонди бібліотеки імені Івана Тургенєва. У 1997 році на базі фондів бібліотеки № 124 для дітей створено дитячий відділ.